# Iwájú
Az Iwájú 2024-es vetített koprodukciós 3D-s számítógépes animációs sci-fi sorozat, amelyet Olufikayo Adeola alkotott.
Amerikában 2024. február 28-án, Magyarországon 2024. április 10-én a Disney+ mutatja be.

## Ismertető
A futurisztikus Lagosban a gazdag szigetlakó Tola és a szárazföldön élő Kole felfedezik a veszélyeket.

## Szereplők
| Szereplő        | Eredeti hang       | Magyar hang         |
| --------------- | ------------------ | ------------------- |
| Tola Martins    | Simisola Gbadamosi | Fehérvári Júlia     |
| Tunde Martins   | Dayo Okeniyi       | Barabás Kiss Zoltán |
| Bode DeSousa    | Femi Branch        | Bognár Tamás        |
| Kole Adesola    | Siji Soetan        | Vida Bálint         |
| Otin            | Weruche Opia       | Csifó Dorina        |
| Godspower       | Toyin Oshinaike    | Kerekes József      |
| Happiness       | Bisola Aiyeola     | Dobó Enikő          |
| Sunday Adelekan | Sodiq Yusuff       | Penke Bence         |

### Magyar változat
- Bemondó: Kisfalusi Lehel
- Magyar szöveg: Tóth Tamás
- Hangmérnök és szinkronrendező: Kránitz Lajos András
- Gyártásvezető: Bogdán Anikó
- Produkciós vezető: Máhr Rita

A szinkront az Iyuno Hungay készítette.

## Epizódok
| #  | Cím           | Rendező          | Író                                              | Premier                             |
| -- | ------------- | ---------------- | ------------------------------------------------ | ----------------------------------- |
| 1. | Iwájú (Iwájú) | Olufikayo Adeola | Adeola, Hamid Ibrahim és Toluwalakin Olowofoyeku | 2024. február 28. 2022. április 10. |
| 2. | Bode (Bode)   | Olufikayo Adeola | Adeola, Hamid Ibrahim és Toluwalakin Olowofoyeku | 2024. február 28. 2022. április 10. |
| 3. | Kole (Kole)   | Olufikayo Adeola | Adeola, Hamid Ibrahim és Toluwalakin Olowofoyeku | 2024. február 28. 2022. április 10. |
| 4. | Tunde (Tunde) | Olufikayo Adeola | Adeola, Hamid Ibrahim és Toluwalakin Olowofoyeku | 2024. február 28. 2022. április 10. |
| 5. | Otin (Otin)   | Olufikayo Adeola | Adeola, Hamid Ibrahim és Toluwalakin Olowofoyeku | 2024. február 28. 2022. április 10. |
| 6. | Tola (Tola)   | Olufikayo Adeola | Adeola, Hamid Ibrahim és Toluwalakin Olowofoyeku | 2024. február 28. 2022. április 10. |

## A sorozat készítése
A Walt Disney Animation Studios kreatív igazgatója, Jennifer Lee a BBC-n olvasott egy cikket a Kugali Media nevű, afrikai művészek által alapított brit székhelyű cégről, amely szerint "szét akarják rúgni a Disney seggét". Mivel felkeltette érdeklődését a cég azon vágya, hogy afrikai történeteket hozzanak létre és meséljenek el, megkereste őket, hogy közösen fejlesszenek ki egy eredeti, hosszú formátumú sci-fi animációs projektet a The Walt Disney Company streaming szolgáltatása, a Disney+ számára. A producerek eredetileg egy rövidfilmsorozatot terveztek, de "minden egyes ötlet egy epikus játékfilm volt", így inkább egy sorozatot választottak.
2020. december 10-én Lee bejelentette, hogy a Walt Disney Animation Studios és a Kugali Media közösen fog gyártani egy új eredeti animációs sorozatot a Disney+ számára, melynek címe Iwájú lesz. Ez a Walt Disney Animation Studios első eredeti animációs sorozata, mivel a Disney legtöbb televíziós projektjét a Disney Television Animation gyártja. A két cég együttműködését "a maga nemében első együttműködésként" jellemezte. A sorozat címe, iwájú, a joruba nyelvben nagyjából "a jövő"-nek fordítható (szó szerint "szemből nézve").